# Station Antwerpen-Dam
Station Antwerpen-Dam is een voormalig Belgisch spoorwegstation langs spoorlijn 12 (Antwerpen - Essen - Nederland) en spoorlijn 27A. Er is een uitgaansgelegenheid in het pand gevestigd. Het station ligt aan het Damplein in de wijk Dam.

## Geschiedenis en gebruik
Station Antwerpen-Dam werd in 1854 geopend als station Stuyvenberg. Het bevindt zich op de plaats waar in 1578 de buitenschans Dambrugge, en het Fort Pereyra werd gebouwd.
Het station kreeg zijn huidige naam in 1905. In 1907 werd het stationsgebouw in zijn geheel 36 meter verplaatst in zuidwestelijke richting om plaats te maken voor de verhoging en verbreding van het oostelijk ringspoor. Dit was goedkoper dan afbraak en nieuwbouw.

Vandaag staat het gebouw als het ware gekneld tussen de hoge berm van spoorlijn 12 en de klimmende tunnelkoker van de noord-zuidverbinding onder Antwerpen. 

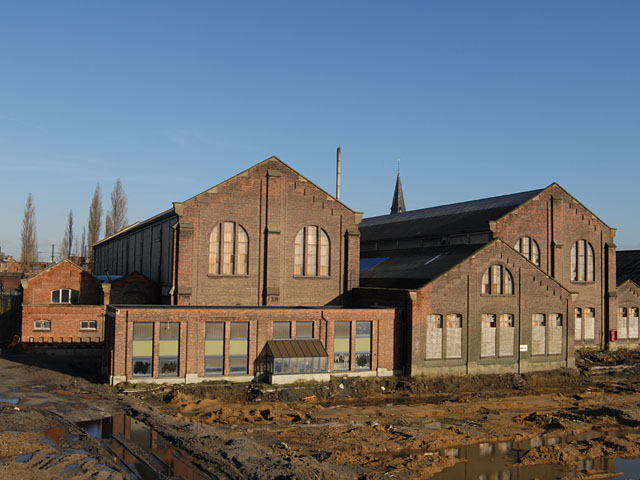
Verlaten herstellingsloods

 In 2000 werden de loodsen en werkplaatsen verplaatst naar het vormingsstation Antwerpen-Noord in de haven. Het uit 1892 daterende neogotische stationsgebouw is nu een beschermd monument waarin het "Centrum voor Communicatie, Informatie en Participatie" is gevestigd dat de renovatie en herinrichting van het "Park Spoor Noord" en zijn omgeving beheert.
Het grootste deel van het gebouw op het gelijkvloers werd in 2005 verbouwd tot de homodiscotheek 'D-Club'. De exploitant hiervan werd op 7 november 2013 failliet verklaard. Sinds oktober 2014 is er de nieuwe discotheek 'La Gare 27' gevestigd.
Sinds 2022 wordt het gebruikt als eventlocatie, zowel voor publieke evenementen, maar het kan ook afgehuurd worden als locatie voor privé evenementen onder naam van Oud Damstation.

## Sluiting als station
Wegens werken op het Antwerpse ringspoor (spoorlijn 12 en spoorlijn 27A) werd het station op 10 december 2011 gesloten voor reizigersvervoer. Het station is na de werken echter niet heropend. Sinds 11 december 2011 maakt de L-trein tussen Antwerpen-Centraal en Roosendaal (thans de S-trein tussen Puurs en Roosendaal via Antwerpen) gebruik van de tunnel onder Antwerpen en stopt er buiten bij calamiteiten geen enkele trein meer in Antwerpen-Dam en Antwerpen-Oost. Deze twee stations zijn niet gesloopt om te kunnen worden heropend bij calamiteiten, maar buiten calamiteiten blijft op deze ringspoor alleen station Antwerpen-Schijnpoort in gebruik, echter niet voor reizigers maar voor het wassen, herstellen en rangeren van lege reizigerstreinen aan de ene hand, en voor het laden, lossen en rangeren van containerstreinen aan de andere hand.

## Toekomst
Buurtbewoners en actiegroepen vragen regelmatig om de opening van stations Antwerpen-Oost en Antwerpen-Dam, maar de grote frequentie van buslijnen lijkt erop te wijzen dat NMBS station Dam niet zal heropenen.

## Reizigerstellingen
De grafiek en tabel geven het gemiddeld aantal instappende reizigers weer op een week-, zater- en zondag.
| Tabel: aantal instappende reizigers station Antwerpen-Dam | Tabel: aantal instappende reizigers station Antwerpen-Dam | Tabel: aantal instappende reizigers station Antwerpen-Dam | Tabel: aantal instappende reizigers station Antwerpen-Dam |
|                                                           | Weekdag                                                   | Zaterdag                                                  | Zondag                                                    |
| --------------------------------------------------------- | --------------------------------------------------------- | --------------------------------------------------------- | --------------------------------------------------------- |
| 1977                                                      | 534                                                       | 40                                                        | 72                                                        |
| 1978                                                      | 558                                                       | 83                                                        | 67                                                        |
| 1979                                                      | 563                                                       | 60                                                        | 27                                                        |
| 1980                                                      | 466                                                       | 44                                                        | 24                                                        |
| 1981                                                      | 493                                                       | 35                                                        | 57                                                        |
| 1982                                                      | 467                                                       | 45                                                        | 23                                                        |
| 1983                                                      | 431                                                       | 37                                                        | 10                                                        |
| 1984                                                      | 321                                                       | 20                                                        | 20                                                        |
| 1985                                                      | 299                                                       | 35                                                        | 19                                                        |
| 1986                                                      | 278                                                       | 31                                                        | 24                                                        |
| 1987                                                      | 276                                                       | 23                                                        | 25                                                        |
| 1988                                                      | 245                                                       | 36                                                        | 39                                                        |
| 1989                                                      | 267                                                       | 41                                                        | 27                                                        |
| 1990                                                      | 307                                                       | 31                                                        | 21                                                        |
| 1991                                                      | 274                                                       | 32                                                        | 26                                                        |
| 1992                                                      | 238                                                       | 39                                                        | 23                                                        |
| 1993                                                      | 201                                                       | 25                                                        | 26                                                        |
| 1994                                                      | 253                                                       | 39                                                        | 16                                                        |
| 1995                                                      | 182                                                       | 34                                                        | 30                                                        |
| 1996                                                      | 259                                                       | 25                                                        | 24                                                        |
| 1997                                                      | 229                                                       | 47                                                        | 62                                                        |
| 1998                                                      | 313                                                       | 43                                                        | 21                                                        |
| 1999                                                      | 270                                                       | 44                                                        | 38                                                        |
| 2000                                                      | 240                                                       | 44                                                        | 60                                                        |
| 2001                                                      | 223                                                       | 32                                                        | 36                                                        |
| 2002                                                      | 188                                                       | 51                                                        | 36                                                        |
| 2003                                                      | 204                                                       | 46                                                        | 32                                                        |
| 2004                                                      | 155                                                       | 28                                                        | 37                                                        |
| 2005                                                      | 166                                                       | 22                                                        | 11                                                        |
| 2006                                                      | 156                                                       | 24                                                        | 24                                                        |
| 2007                                                      | 154                                                       | 22                                                        | 60                                                        |
| 2008                                                      | -                                                         | -                                                         | -                                                         |
| 2009                                                      | 89                                                        | 14                                                        | 5                                                         |